# ¿Qué es lo que tiene la bahiana?
O que é que a baiana tem? (español: ¿Qué es lo que tiene la bahiana?) es una canción compuesta por Dorival Caymmi en 1939 y grabada por Carmen Miranda.
La canción fue inmortalizada en la voz de la artista brasilera Carmen Miranda, que tocó esta samba en la película Banana da Terra (1939), dirigida por Ruy Costa. Además de la película Banana da Terra, "O que é que a baiana tem?" fue presentada por Miranda en el Musical de Broadway The Streets of Paris (Las calles de París) entre 1939 y 1940, y en la película Greenwich Village (1944).